# Gabriel Milési
Pour les articles homonymes, voir Milesi.
Gabriel Milesi, né le 7 août 1947 à Foix (Ariège) et mort le 19 mars 2021 à Venise,, est un journaliste et écrivain français.
Chef du service économique de France Inter (1984-1988), rédacteur en chef au Quotidien de Paris (1988-1989) rédacteur en chef à Europe 1 (1990-1999), puis directeur de collection aux Éditions Michel de Maule.

## Biographie

### Origines, études et famille
D'origine italienne, par son père et sa mère, naturalisé français en 1959, il passe son enfance dans un village de l'Ariège, Rimont. 
Il fait ses études secondaires au lycée de Mirepoix (Ariège). En 1967, il intègre l'EFAP à Paris. 
En 1981, il a épousé Carine Rueff, fille de l'économiste Jacques Rueff, auteur du Plan de 1958, qui a donné à la France du général de Gaulle, les moyens de relancer et d'assainir l'économie en créant notamment le "nouveau franc".

### Carrière professionnelle
Journaliste économique à France Inter en 1976, il rejoint L'Aurore en 1978. Racheté par Robert Hersant, le journal fusionne avec le Figaro.  Gabriel Milesi intègre le service économique de ce quotidien où il couvre notamment les questions agricoles. En 1981, il retourne à France Inter. En 1984, il est nommé chef du service économique. En 1987, il participe à la création de France Info, à travers une chronique quotidienne: Votre argent, diffusée simultanément sur Info et Inter. 
En 1988, il quitte Radio France pour Le Quotidien de Paris où il occupe les fonctions de rédacteur en chef économie. Parallèlement, il commente "Top à Wall Street" tous les soirs sur Europe 1. En 1990, il est nommé rédacteur en chef à Europe 1 chargé de l'économie, le social et la finance. En 1997, il prendra également en charge le service politique. Pendant cette période électorale, il imagine de faire intervenir tous les matins, pour commenter l'actualité politique, "les dix meilleurs économistes de France", parmi lesquels de nombreux membres du "Cercle des économistes".  
Durant cette période il crée également une émission originale, diffusée le dimanche soir, Manager qui consiste à faire interviewer un PDG par trois autres PDG. 
Parmi ses collaborateurs, au cours de ces années : Jacques Esnous, Jérôme Bonaldi, Luc Évrard, Axel de Tarlé, Jean-Michel Salvator.
En 2000, Gabriel Milési crée Gabriel Milesi Conseil (GMC) tout en continuant à tenir une chronique hebdomadaire dans le Journal des Finances. 
Il est administrateur des amis du Cercle des économistes et à ce titre l'un des fondateurs des « Rencontres économiques d'Aix en Provence ».  
En 2011, il prend une participation dans les éditions Michel de Maule pour développer une collection « Essais et documents ».

## Distinctions
- Officier de l'ordre national du Mérite[2] ;
- Chevalier de la Légion d'honneur en 2010[3].

## Publications
- Jacques Delors, éditions Belfond, 1984,
- Les Nouvelles 200 Familles, éditions Belfond, 1990,
- Jacques Delors, L'homme qui dit non, éditions n°1, 1995,
- Le Roman de l'euro, Hachette Livre,
- Les Dynasties du pouvoir de l'argent, éditions Michel de Maule, 2011,
- Entreprendre à grands pas avec Jean-Louis Descours, éditions Michel de Maule,
- La Vénitienne de Bonaparte, éditions Michel de Maule, 2013,
- Venise trahie, éditions Michel de Maule, 2018.